# 퍼블리시티

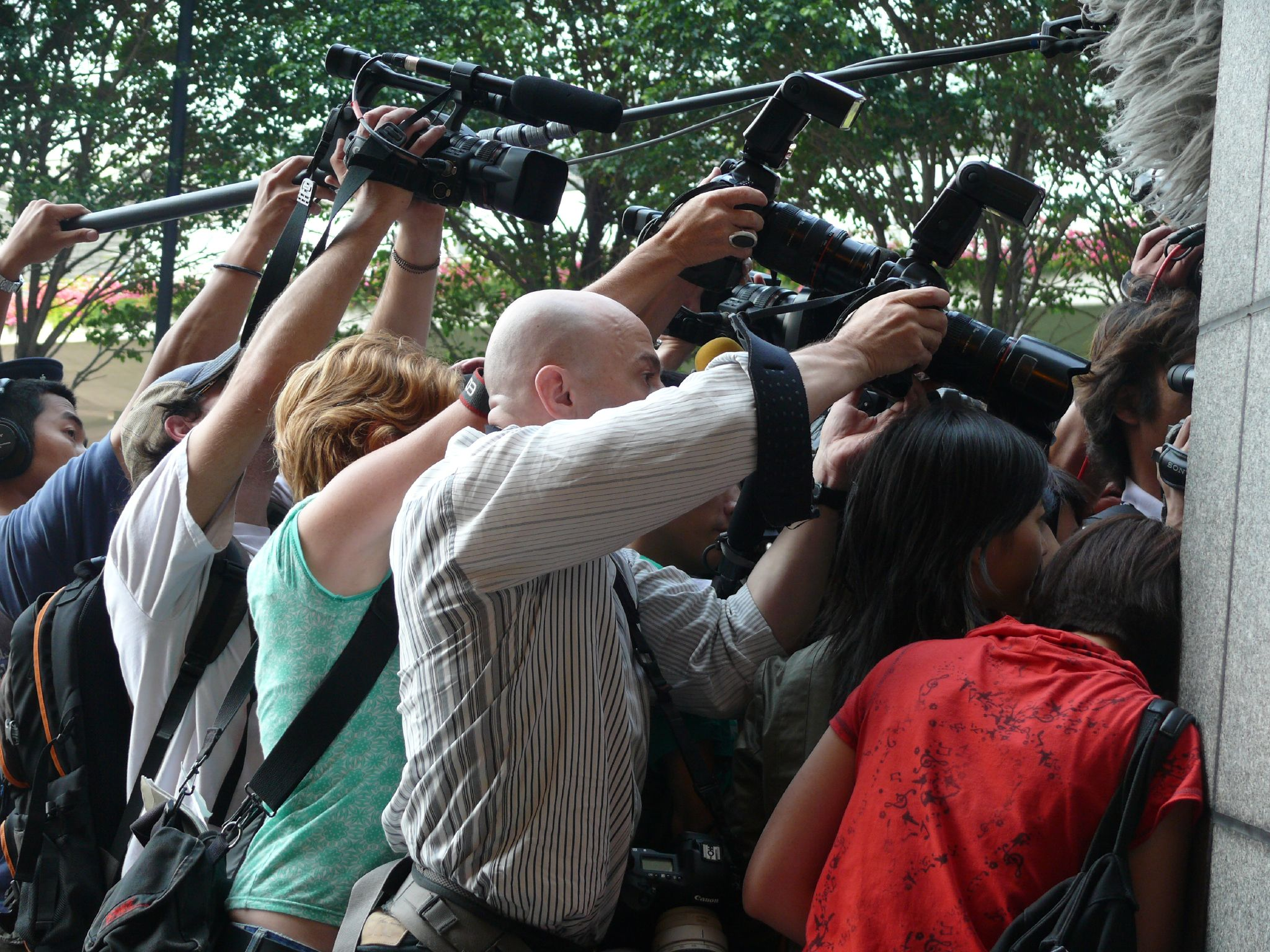
홍콩의 언론 사진기자들

퍼블리시티(publicity)란 자기에게 유리한 여론을 만들어내는 PR의 한 방법이다.
이것은 기업이 제공하는 뉴스나 신지식이나 신제품을 신문·라디오·텔레비전·잡지 등 보도 기관이 국가와 민족을 위해 이익이 된다고 판단하면 자기의 스페이스나 시간에 구애됨이 없이 기사로서 소개하는 것이다.
퍼블리시티가 광고와 근본적으로 다른 점은 (1) 광고는 광고주로부터 매체에 대하여 출고(出稿)하는 유료 제도임에 비하여 퍼블리시티는 무료인 점. (2) 발표·표현 양식이 어디까지나 매체측의 자주적인 기사로서 취급되는 점 등이다. 이와 같이 퍼블리시티는 국민의 생활 문화를 리드하는 매스컴 매체에 대한 시청자의 깊은 신뢰감에서 기업이 하는 선전·광고와는 다른 인상을 주어 그 효과나 영향은 한층 강한 것이다.

## 같이 보기
- 입소문 마케팅